# 한스 부르크마이어
한스 부르크마이어(Hans Burgkmair, (1473–1531)는 독일의 화가이자 목판화가이다.

## 주요 작품

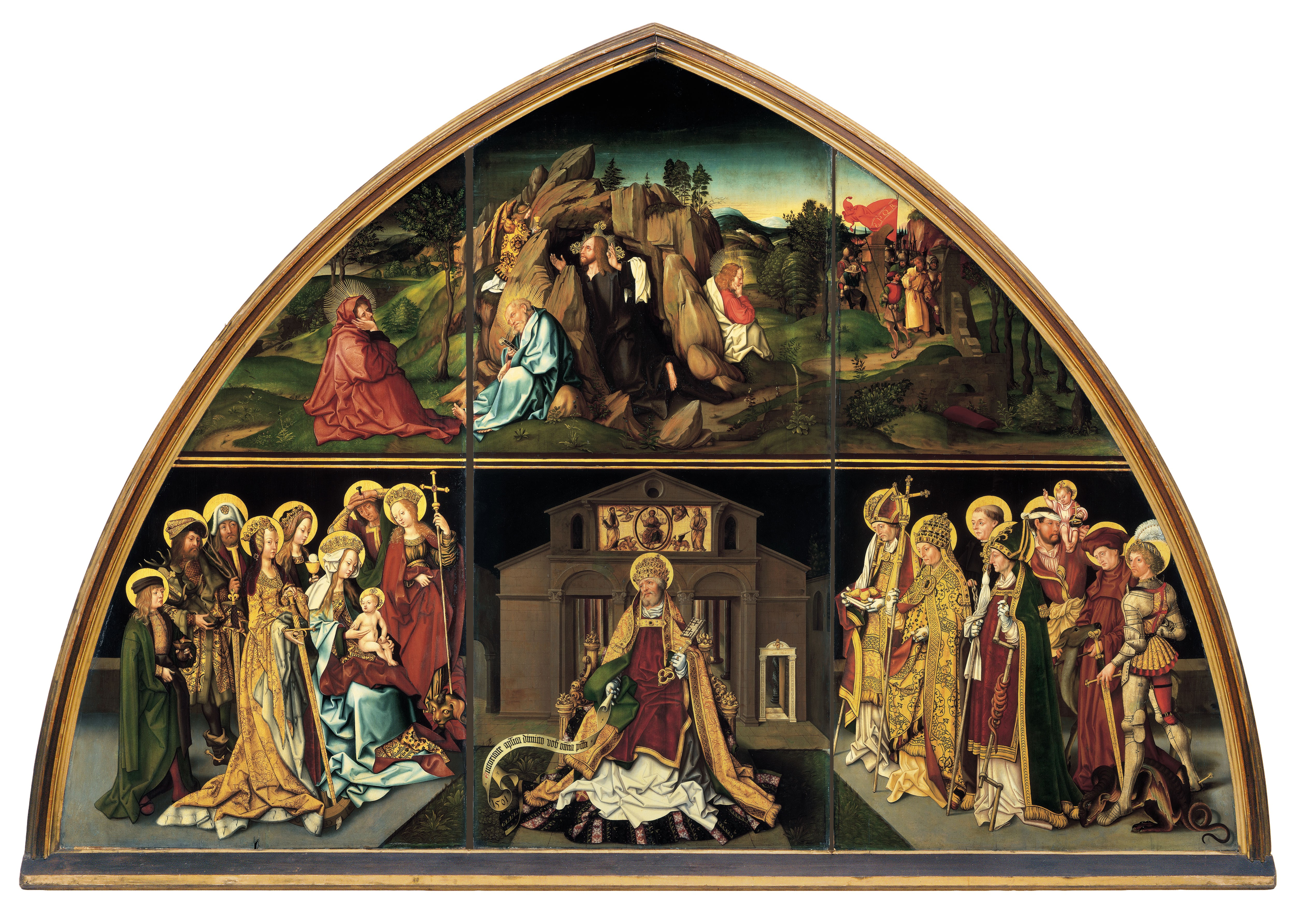
Basilica San Pietro
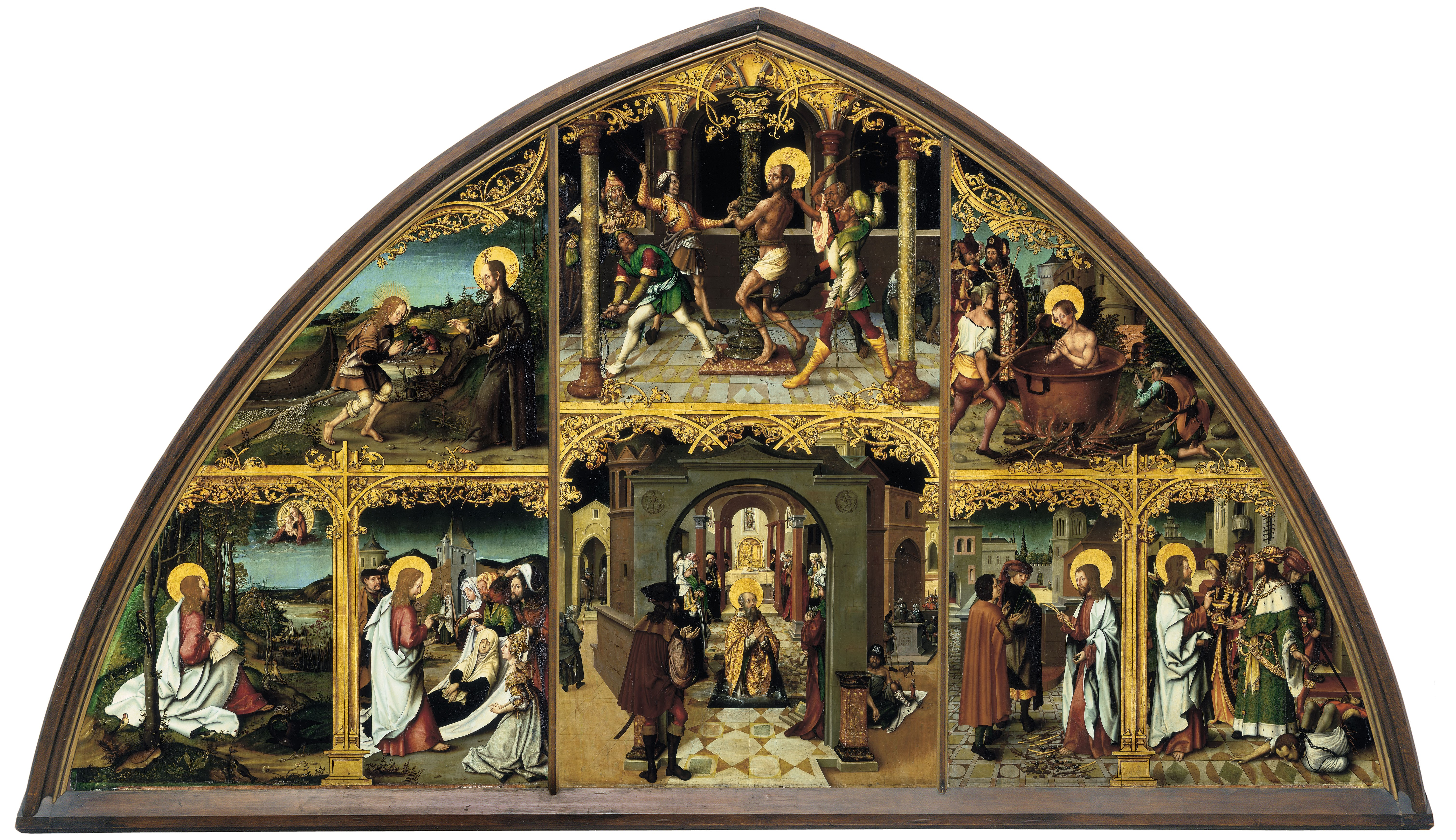
Basilica San Giovanni in Laterano
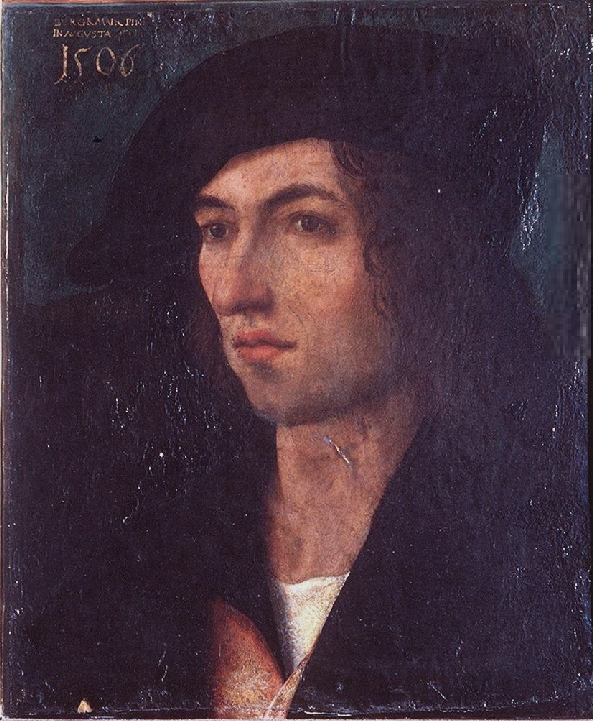
Portrait of a man

## 같이 보기
- 독일 르네상스